# HMS Namur (1756)
Pour les autres navires du même nom, voir HMS Namur.
Le HMS Namur est un vaisseau de ligne de deuxième rang de 90 canons de la Royal Navy britannique. Construit sur les chantiers navals de Chatham Dockyard selon les dimensions prévues par le 1745 Establishment et amendées en 1750, il est lancé le 3 mars 1756.
En 1759, sous le commandement de Matthew Buckle, il fait partie de l'escadre de l'amiral Boscawen qui défait La Clue-Sabran à la bataille de Lagos, pendant la guerre de Sept Ans. Il participe également à la bataille des Cardinaux, le 20 novembre 1759.
Le Namur est « razé » et reconverti en vaisseau de 74 canons en 1805. Il est affecté au service de port en 1807. Il sert en cette qualité jusqu'en 1833, date à laquelle il est démantelé.
Âgé de dix ans, Douglas William Jerrold y servit comme midshipman, aux côtés du frère de Jane Austen, entre 1813 et 1815.

## Sources et bibliographie
- (en) Cet article est partiellement ou en totalité issu de l’article de Wikipédia en anglais intitulé « HMS Namur (1756) » (voir la liste des auteurs).
- Brian Lavery, The Ship of the Line - Volume 1: The development of the battlefleet 1650-1850, Conway Maritime Press, 2003.  (ISBN 0-85177-252-8).